# Bombardiastrum
Bombardiastrum — рід грибів. Назва вперше опублікована 1893 року.

## Класифікація
До роду Bombardiastrum відносять 3 види:
- Bombardiastrum andinum
- Bombardiastrum conicum
- Bombardiastrum javanicum